# Simulium wangxianense
Simulium wangxianense är en tvåvingeart som beskrevs av Chen, Zhang och Wen-Xuan Bi 2004. Simulium wangxianense ingår i släktet Simulium och familjen knott. Inga underarter finns listade i Catalogue of Life.